# Панония (булевард)
Вижте пояснителната страница за други значения на Панония.
„Панония“ е единственият булевард във Видин.
Той е и най-дългата улица в града с дължина от 5 километра, считано от кръстовището с улица „Цар Александър ІІ“ (при колодрума) до пътния възел при Видинската свободна (безмитна) зона. В някои карти булевардът е с друг обхват. Според тях на север той е без продължението си (1 км) от кв. Акджамия (по bgmaps.com), а на юг включва широкия път (част от ул. „Цар Александър ІІ“, бивша „Тодор Петров“, по стари карти) между Южната индустриална зона на изток и лесопарка Майски лес и квартал Заводско селище на запад (по wikimapia.org) до новия пътен възел на Е-79 (2,5 км) при Химкомбината.
Оформен е през 1960-те години като широк околовръстен път, разделящ основната жилищна част от индустриалните зони (южна, западна, северна) на града (с Консервната фабрика, Винзавода, Помпения комбинат, Завода за режещи инструменти, Завода за ризи „Вида“ и мн. др.), циганския квартал „Нов път“, гробищата и парковете Майски лес и „Нора Пизанти“. Благоустроен е при управлението (1964 – 1969) на кмета Ангел Иванов – Галуц (1923 – 2017). През 1970-те и 1980-те години булевардът се казва „Асен Балкански“ – в чест на партизанския командир Славчо Дроцанов (Асен Балкански, 1920 – 1943). След 1989 г. е върнато старото име на булеварда „Панония“.
По булеварда международният път Е-79 е стигал до новия български терминал североизточно от града на фериботната линия Видин – Калафат (старият терминал е бил преди това на пристанище Видин Център). За моста „Нова Европа“ (открит през 2013 г.) е построен нов обходен маршрут за международния автомобилен поток, което съществено облекчава движението по булеварда и грижите за поддържането му.
Започвайки от колодрума, булевардът върви по дъга: най-напред на северозапад, после почти на север по надлез (дълъг ок. 0,5 км) над железопътните линии между пътническата (с международната) и товарната гари, като постепенно завива на североизток. Край трасето са разположени следните райони и обекти:
- отдясно: ж.к. „Химик“ (бивш „Тодор Петров“), складове на Окръжния кооперативен съюз, железопътни линии, мелница, ж.к. „Баба Тонка“, ж.к. „Христо Ботев“, презвитерианска църква „Витезда“, парк „Владикина бахча“, ж.к. „Васил Левски“, ж.к. „Крум Бъчваров“, ж.к. „Гео Милев“, кв. Акджамия;
- отляво: бивша база на „Агромашинаимпекс“, бивша консервна фабрика, железопътни линии, винзавод, ж.к. „Плиска“, стадион „Георги Бенковски“, ж.к. „Александър Стамболийски“, ж.к. „Вида“, завод за ризи „Вида стил“, Дирекция на граничната полиция, ж.к. „Панония“;
- отляво и отдясно (вкл. под надлеза): железопътно депо, база на „Титан Интернешънъл Холдинг“ (бивша консервна фабрика).